# Cratere Herculaneum
Herculaneum  è un cratere sulla superficie di Marte.